# Rhönwald
Koordinaten: 50° 34′ 12″ N, 10° 3′ 28″ O
Das Naturschutzgebiet Rhönwald liegt im Landkreis Schmalkalden-Meiningen in Thüringen. Es erstreckt sich nördlich von Frankenheim/Rhön. Der Landgrafenfluß durchfließt das Gebiet in Süd-Nord-Richtung, südöstlich verläuft die Landesstraße L 1123. Am westlichen Rand verläuft die Landesgrenze zu Hessen, westlich schließt sich das 44,4 ha große Naturschutzgebiet Westlicher Rhönwald an.

## Bedeutung
Das 134,3 ha große Gebiet mit der NSG-Nr. 126 wurde im Jahr 1967 unter Naturschutz gestellt. 